# Гіппос
Гіппос (грец. Ίππου), Сусіта (івр. סוסיתא‎) — стародавнє місто у Східній Галілеї, недалеко від південно-східного берега Тиверіадського озера. Засноване при Селевкідах як типовий елліністичний поліс, Гіппос пізніше став частиною так званого Декаполіса і процвітав під римським пануванням з кінця I століття до н. е. до кінця II століття н. е. Пройшовши християнізацію у візантійський період (IV — VII століття), Гіппос успішно пережив і арабське завоювання. Місто зруйнував катастрофічний землетрус 749 року, після якого жителі покинули його і вже не повернулися. Починаючи з 1885 року (з 2000 року на постійній основі) в районі міста ведуться археологічні розкопки.

## Географія
Чотирикутний пагорб з плоскою вершиною, на якому розташовувався Гіппос, знаходиться на південний схід від Тиверіадського озера. Вершина пагорба височить на 350 метрів над рівнем озера. Гіппос займав всю вершину пагорба, простягнувшись приблизно на 650 метрів із заходу на схід і на 170 метрів з півночі на південь. Місто було обнесено потужними базальтовими стінами, з двома воротами на східному і західному кінці головної вулиці — декумануса максимуса.
Кращий підхід до міста і в часи його розквіту і в даний час знаходиться на схід від нього і веде по вузькому перешийку до західних відрогів Голанського плато. Біля підніжжя перешийка розташовується некрополь Гіппоса. До міста також йшов акведук, по якому вода доставлялася від джерел, розташованих приблизно за 24 кілометрів від Гіппоса.

## Історія
Елліністичний поліс заснували в II столітті до н. е. під час панування у Палестині династії Селевкідів, котрі надали йому своє типове династичне ім'я Антиохія. Населена переважно неєвреями, вона становила центр грецької культури в регіоні, заселеному семитскими племенами, та була пов'язана торговельними відносинами з прилеглими єврейськими селами і містами. На початку I століття до н. е., після занепаду держави Селівкідів, місто завоював юдейський цар Александр Яннай.
Після встановлення римського панування над східним узбережжям Середземного моря (з 63 р. до н. е.) Гіппос утворював з дев'ятьма іншими полісами, що користувалися значними правами самоврядування, так зване Десятимістя (вперше як учасник Декаполіса Гіппос згадується в «Природній історії» Плінія Старшого). Місто залишалося центром елліністичної культури і при римлянах, і в період перебування у складі держави Ірода І Великого (якому його подарував Октавіан Август), постійно перебуваючи при цьому у ворожих відносинах із розташованою неподалік юдейської Тиверіадою. Єврейська частина населення міста була частково перебита, а частково вигнана в ході першої Юдейської війни.
Визволення римлянами міста з-під влади Юдеї стало причиною використання Гіппосом помпейської ери з початком у 64/63 р. до н.е. Вона зокрема зазначалась на карбованих тут монетах, найдавніші з яких (відомі нам) відносяться до 42/41 або 39/38 р. до н.е. В цей період мешканці іменували себе просто "гіппійцями". Наступний випуск відноситься аж до часів правління імператора Нерона, котрі містять формулу "Антиохія, яка на Гіппосі".  В подальшому (аж до останніх випусків, карбованих при Елагабалі у першій чверті III століття н.е.) монета містить назву "Антиохія-на-Гіппосі".
Під римською владою Гіппос процвітав до кінця II століття н. е. У цей період в місті, обнесеному фортечною стіною з двома воротами, були побудовані форум, базиліка, одеон, язичницькі храми, у тому числі характерний для Близького Сходу відкритий храм-калібе, присвячений імператору. Покровителькою міста в цей період, мабуть, була богиня Тіхе (або Фортуна), чиї зображення знайдено на храмових мозаїках і карбувалися в Гіппосі на монетах.
З IV століття Гіппос піддався християнізації разом з усією Римською імперією і став центром єпархії. При розкопках міста виявили вісім християнських церков, побудованих між IV і VII століттями, у тому числі і прямо поверх існуючого язичницького храму. Археологічні знахідки вказують, що християнські храми Гіппосу продовжували функціонувати і після мусульманської експансії VII століття, при Омеядах. Кінець існуванню Гіппоса поклали не війни, а катастрофічний землетрус, який стався 18 січня 749 року. Руйнування від нього були настільки сильні, що жителі Гіппосу покинули місто і вже ніколи не поверталися. Пізніше поруч з цим місцем виникло арабське село під назвою Сусіє (Сусія), що перегукувалося з арамейською назвою Гіппосу — Сусіта.
Пагорб, де колись розташовувався Гіппос, переходив від однієї імперії до іншої, допоки в результаті Першої світової війни не потрапив під дію Британського мандату у Палестині. Після арабо-ізраїльської війни 1947—1949 років, під час якої прилегле село Сусіє було покинуте місцевими жителями, пагорб відійшов до Держави Ізраїль. Зараз неподалік від Гіппосу розташований ізраїльський кібуц Ейн-Гев.

## Археологічні дослідження
З середини XIX століття пагорб Калат-ель-Хусн на південний-схід від Тиверіадського озера звернув на себе увагу істориків. У 1849 році Йозеф Шварц висловив припущення, що пагорб приховує єврейський місто Гамла. Ця гіпотеза залишалася популярною протягом трьох десятиліть. На її підтримку виступали такі дослідники, як Конрад Фюрер, Чарльз Вілсон, Віктор Герен і Селах Меррілл. Конрад Фюрер у 1879 році першим висунув гіпотезу, згідно з якою Калат ель-Хусн насправді є місцем розташування Гіппосу. З кінця 1880-х років ця теорія є домінуючою
У 1885 році Готліб Шумахер склав детальний план забудови Калат-ель-Хусн. План Шумахера включав карту вулиць і численні публічні будівлі. Археологічні розкопки в цьому районі, однак, почалися тільки з 1951 року, коли поруч з пагорбом, за підсумками арабо-ізраїльської війни 1947—1949 років опинилися на території єврейської держави, був розміщений ізраїльський прикордонний пост. Роботи обмеженого масштабу з розкопок і консервації об'єкта велися Департаментом старожитностей Ізраїлю до 1955 року.
У 1964 році пагорб Сусіта був оголошений національним парком Ізраїлю (з 2004 року пагорб і його околиці є заповідником). У 1999 році був складений новий археологічний план і в 2000 році почалися розкопки. Археологічна експедиція Гіппос (Сусіта) є міжнародним проектом; серед її учасників представники Інституту Цинмана (Хайфський університет), Дослідницького центру середземноморської археології Польської академії наук, Національного музею (Варшава) і Університету Конкордія (Сент-Пол, Міннесота, США).